# Metauro
Metauro ist ein Fluss in Italien, der durch die Region Marken fließt.

## Geografie
Der Metauro besteht aus den beiden Flüssen Meta und Auro, die beide im Apennin in der Region Umbrien entspringen. Diese beiden Flüsse vereinigen sich dann in der Gemeinde Borgo Pace, und der Metauro fließt dann nach Osten durch die italienische Region Marken. Schließlich fließt der Fluss nordöstlich weiter und mündet südlich von Fano in das Adriatische Meer.

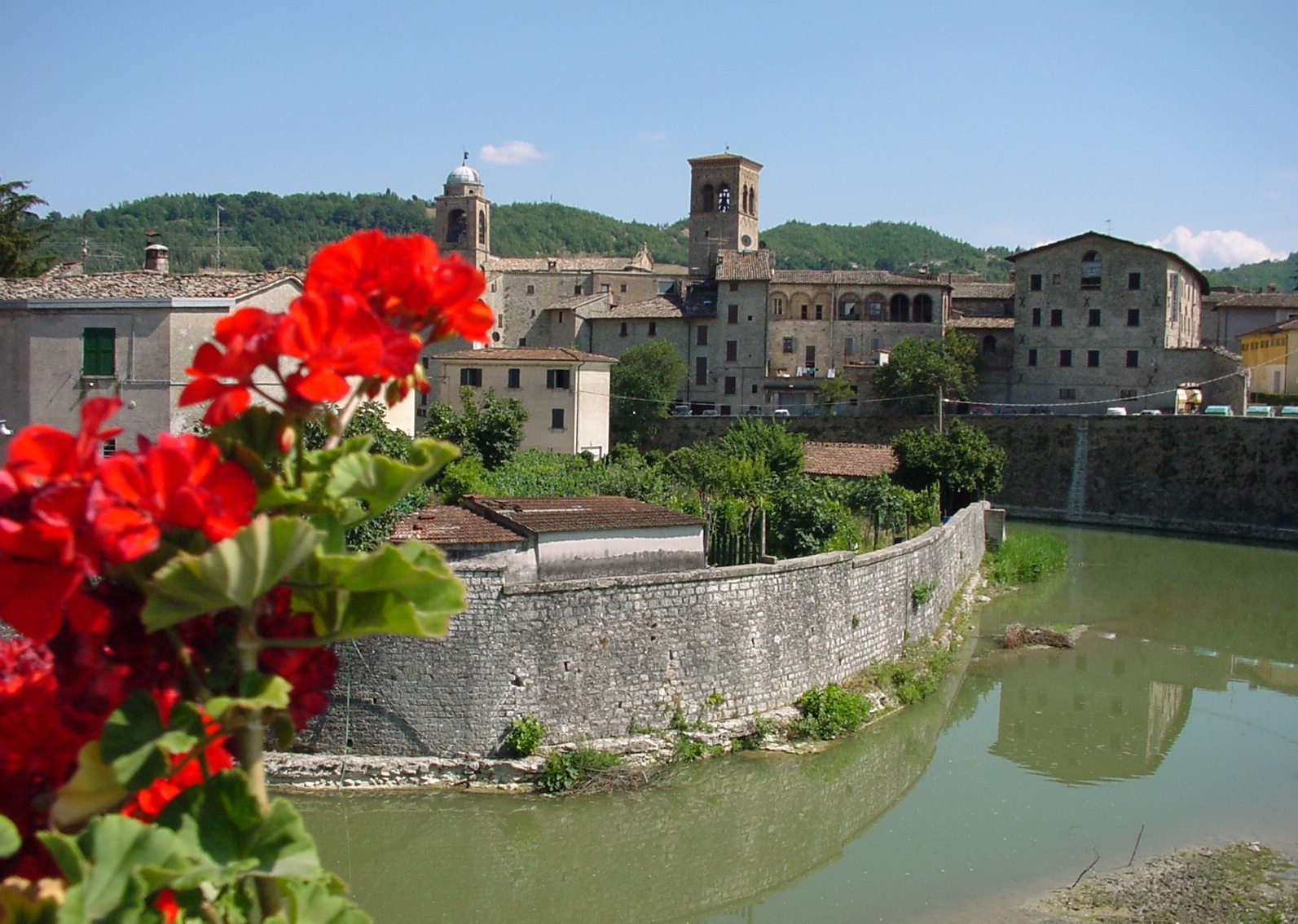
Der Fluss bei Sant’Angelo in Vado

## Geschichte
Der Metauro (lateinisch Metaurus) war in der Geschichte Schauplatz zweier Schlachten. 207 v. Chr. fand die Schlacht am Metaurus, in der Hasdrubal, der Bruder Hannibals, von Gaius Claudius Nero besiegt und getötet wurde und 271 n. Chr. besiegte Kaiser Aurelian die Alamannen in der Schlacht bei Fano.